# Mărăşeşti (1983)
Mărășești je fregata Rumunského námořnictva. Loď byla postavena pod jménem Muntenia v éře rumunského diktátora Nicolae Ceaușescu jako důkaz vyspělosti rumunské zbrojní výroby. V té době byla, především z prestižních důvodů, kategorizována jako torpédoborec. Západním tiskem tehdy byla sarkasticky nazývána „Ceaušescův křižník“. Po pádu diktatury byla přejmenována tradičním jménem Mărășești a převedena do kategorie fregat.
Plavidlo bylo kompletně navrženo v Rumunsku. Ve své konstrukci kombinuje západní (např. vrtulníky) a ruské technologie (např. výzbroj). Za moderními plavidly však svou bojovou hodnotou zaostává. Postrádá například bojový řídící systém, protiletadlové řízené střely a moderní protilodní střely.

## Stavba
Stavba byla zahájena roku 1981 v rumunských loděnicích Mangalia (nyní Daewoo-Mangalia Heavy Industries). Na vodu byl spuštěn roku 1983 a do operační služby vstoupil roku 5. srpna 1985. Kvůli silné nestabilitě byla loď brzy deaktivována a musela být rekonstruována. Především byly upravovány předimenzované nástavby, které stabilitu lodě narušovaly. Úpravy proběhly v letech 1988–1992.

## Konstrukce
Hlavňovou výzbroj tvoří dva dvojité 76mm AK-726 v dělových věžích na přídi. K ničení protilodních střel slouží čtyři 30mm hlavňové systémy blízké obrany AK-630M. Údernou výzbroj tvoří čtyři dvojité vypouštěcí kontejnery protilodních střel P-15 Termit (v kódu NATO SS-N-2C). Dva vrhače raketových hlubinných pum RBU-1200 později nahradily vrhače RBU-6000. Na palubě jsou též dva trojhlavňové 533mm torpédomety. Na zádi se nachází přistávací plocha a hangár pro dva vrtulníky typu Alouette III.
Pohonný systém tvoří čtyři diesely (starší prameny uváděly plynové turbíny). Lodní šrouby jsou čtyři. Nejvyšší rychlost dosahuje 27 uzlů.